# Tocoferolo O-metiltransferasi
La tocoferolo O-metiltransferasi è un enzima appartenente alla classe delle transferasi, che catalizza la seguente reazione:
S-adenosil-L-metionina + γ-tocoferolo ⇄ S-adenosil-L-omocisteina + α-tocoferolo